# Концентрационный лагерь Остхофен
Концентрационный лагерь Остхофен (нем. KZ Osthofen) — ранний нацистский концентрационный лагерь в Остхофене, недалеко от Вормса, Германия. Был создан в марте 1933 года на территории бывшей бумажной фабрики. Первыми заключенными были в основном коммунисты или социал-демократы, но позже в лагерь также были отправлены адвентисты седьмого дня и евреи. Обычно в Остхофене одновременно содержалось 200 человек, в общей сложности около 3000 заключенных за все время существования лагеря. Хотя никто из заключенных в лагере не умер, многие заболели из-за плохих условий. Жестокое обращение и унижение заключенных, которых использовали в качестве неоплачиваемых рабочих, было обычным явлением. Один из двух заключенных, которым удалось сбежать из Остхофена, Макс Чорницки, познакомился с писательницей Анной Сегерс в ее парижском изгнании, и ее роман «Седьмой крест» описывает условия в вымышленном «Вестхофенском концентрационном лагере», вдохновленный Остхофеном.
Место расположения концентрационного лагеря использовалось как мебельная фабрика с 1936 по 1976 год, и первая мемориальная доска в память о существовании лагеря была установлена только в 1978 году. После давления активистов территория лагеря была зарегистрирована как охраняемый памятник в 1989 году и в конечном итоге превратилась в мемориал концлагеря со стороны штата Рейнланд-Пфальц.

## История
Официальная история концентрационного лагеря Остхофен начинается с указа государственного комиссара полиции Гессена, Вернера Беста, от 1 мая 1933 года. Любому, кто был арестован по политическим мотивам в Гессене было приказано отправить в Остхофен. Однако к этому времени лагерь уже несколько месяцев функционировал неофициально. После указа о пожаре в Рейхстаге от 28 февраля 1933 года гражданские свободы в Германии были ограничены, и большое количество коммунистов было арестовано. 6 марта пустующая бывшая бумажная фабрика в Цигельхюттенвеге была конфискована у ее законного владельца, еврейского бизнесмена Карла Йохлингера. Большие группы заключенных начали отправляться в лагерь с 13 марта 1933 года, причем большинство первых заключенных были коммунистами или социал-демократами. С лета 1933 года в заключении находились также неполитические евреи, Свидетели Иеговы, адвентисты седьмого дня и другие.
Лагерь был закрыт в июле 1934 года в результате централизации концентрационных лагерей под руководством Генриха Гиммлера, и 13 последних заключенных были переведены в другие лагеря и тюрьмы, включая Дахау.

## Охрана и администрация
Остхофен находился под руководством политической полиции Гессена, которая позже стала частью гестапо. Карл д’Анджело, эсэсовец и председатель местной нацистской партии Остхофена, был назначен почетным начальником лагеря по приказу Вернера Беста. Врачом лагеря был Рейнхольд Даум, который объявлял каждого вновь прибывшего здоровым и с медицинской точки зрения пригодным для заключения, даже если с ними плохо обращались. Сначала лагерную охрану набирали в основном из местных СА, а эсэсовцы превратились во вспомогательную полицию (95 СА и 99 СС, из которых 55 служили каждый день), но осенью 1933 года СА были заменены на СС, что значительно ухудшило условия содержания заключенных. Ни один из охранников не был привлечен к ответственности за свои действия в лагере после 1945 года.
Существование концентрационного лагеря не было секретом, и в то время его широко комментировали в прессе, как местной, так и международной. «Нью-Йорк Таймс» сообщила о лагере и заключении в нем евреев в августе 1933 года. Знак лагеря, написанный на здании большими буквами, был хорошо виден из проезжающих поездов.

## Условия в лагере

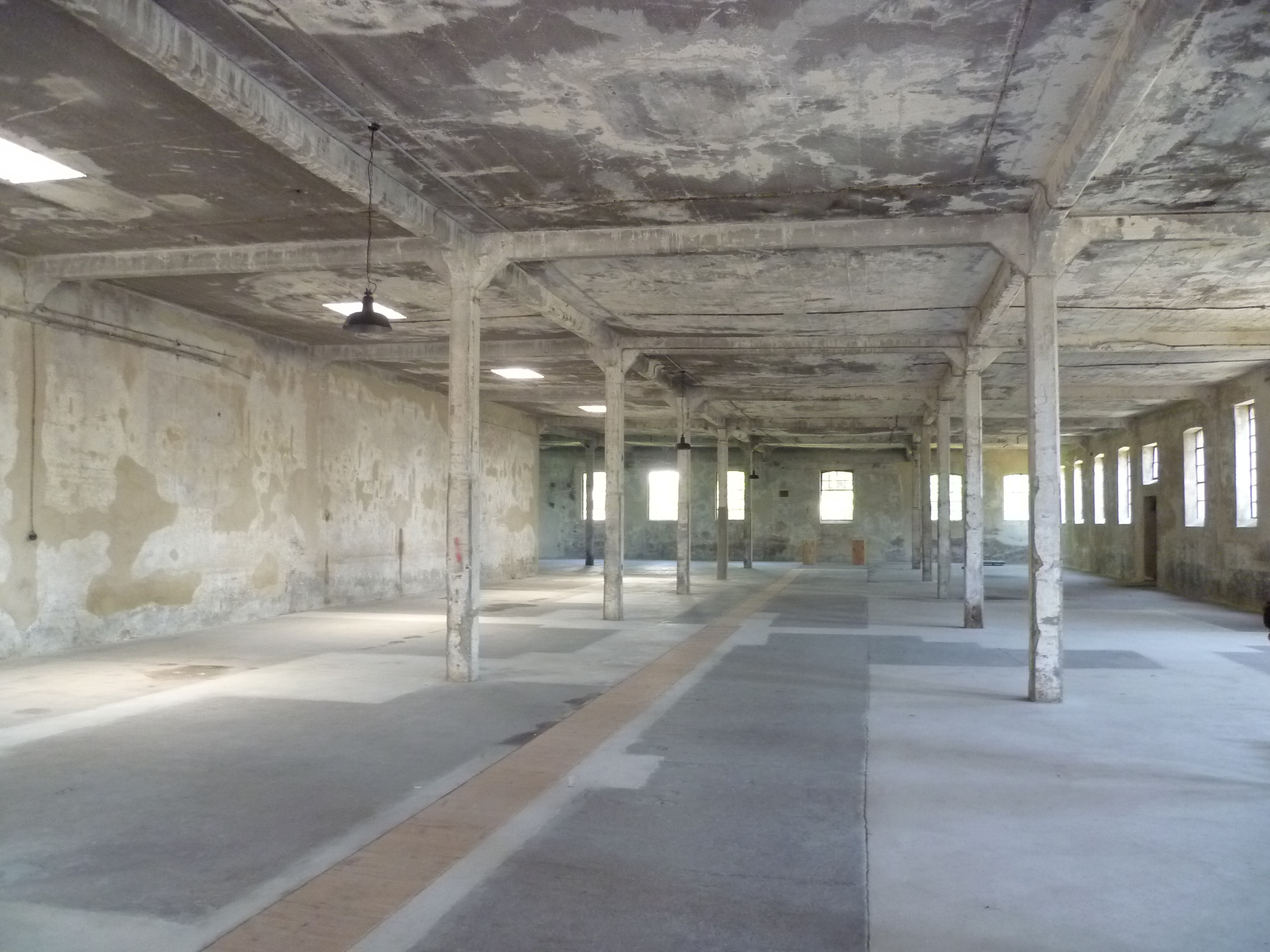
Спальный зал заключенных

За время своего существования в Остхофене содержалось около 3000 человек. Средняя вместимость составляла около 200 заключенных, которых обычно содержали от двух до шести недель, но продолжительность их пребывания варьировалась от одной недели до одного года. Все заключенные были мужчинами, использовались в качестве неоплачиваемых рабочих, часто в интересах Д’Анджело или других членов партии. Несмотря на плохие условия жизни и гигиену в лагере, когда заключенные изначально спали на бетонном полу, смертей в Остхофене не было зарегистрировано. Однако многие заболели и заразились хроническими заболеваниями мочевыводящих путей. Заключенные регулярно подвергались жестокому обращению и унижению, особенно евреи. Например, Эрнст Кац был жестоко избит в Йом-Кипур и вынужден был есть свинину после того, как пришел в сознание. Политик СДПГ Карло Мерендорфф был вынужден выпрямлять гвозди, которые приходилось гнуть его товарищам по заключению. Он также был избит ночью нападавшими, которые, как утверждалось, были коммунистами, но которых он идентифицировал как SA. В соседнем «Лагере II», который использовался для содержания под стражей при отягчающих обстоятельствах, заключенным приходилось проводить ночи в проволочных клетках с включенным светом, что затрудняло сон.